# Boccia aux Jeux paralympiques d'été de 2024
Navigation
Tokyo 2020 Los Angeles 2028
Le boccia aux Jeux paralympiques d'été de 2024 se déroule du 29 août au 5 septembre 2024 à l'Arena Paris Sud 1, en France. Il s'agit de la 11e apparition de la boccia aux Jeux paralympiques.
Lors de cette édition, les épreuves individuelles ne sont désormais plus ouvertes mais chaque catégorie de handicap a un tournoi masculin et féminin.

### Lieu de la compétition

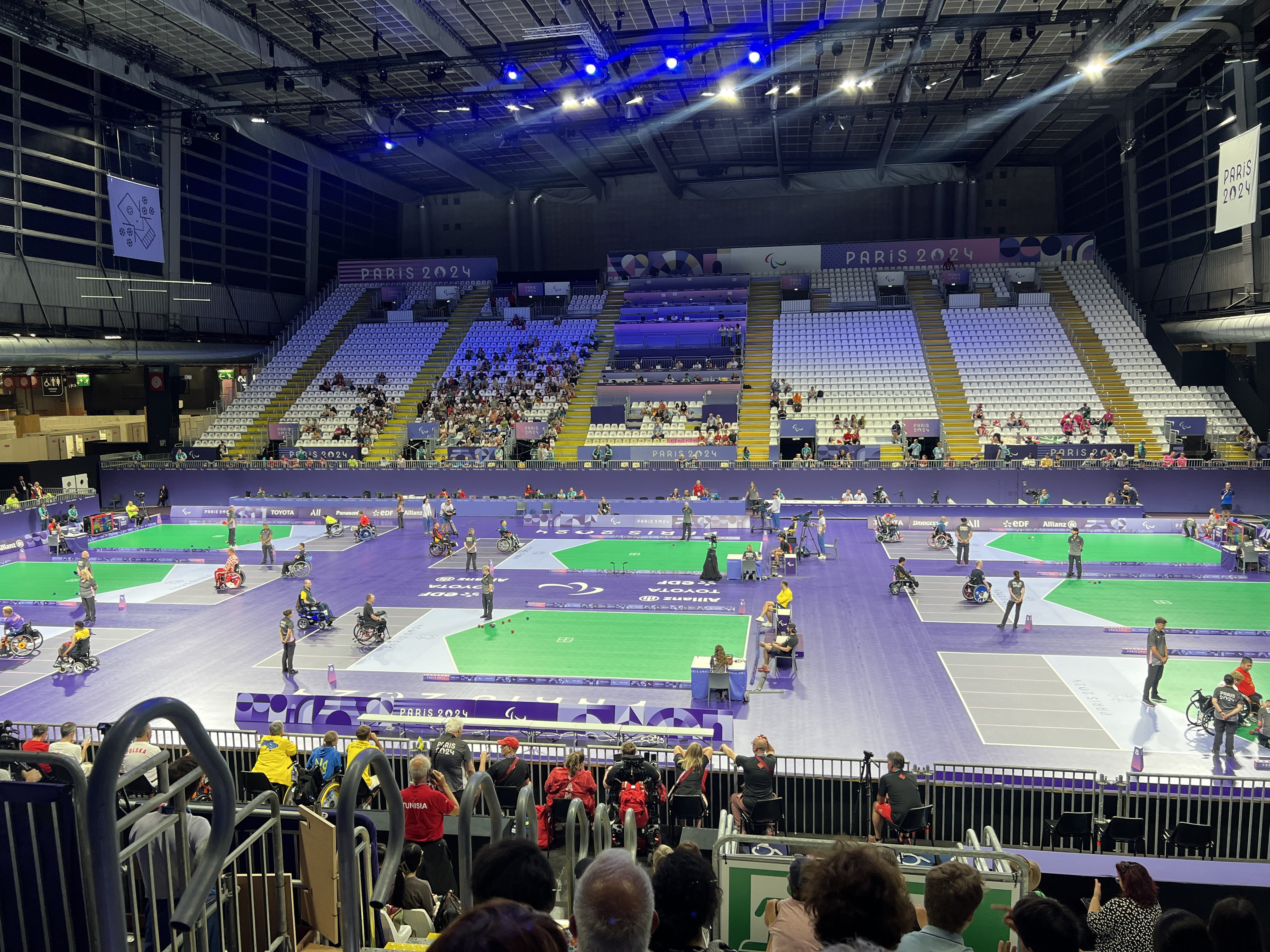
La boccia à l'Arena Paris sud 1.

## Organisation

### Calendrier
Le programme des épreuves de boccia est détaillé ci-après :
| - P : tours préliminaires - R : repêchages - ¼ : quarts de finale - ½ : demi-finales - PF : petites finales - F : finales |

| Épreuve ↓ / Date → | Épreuve ↓ / Date → | Août  | Août  | Août  | Août  | Août  | Août  | Août  | Août  | Août  | Septembre | Septembre | Septembre | Septembre | Septembre | Septembre | Septembre | Septembre | Septembre | Septembre | Septembre | Septembre | Septembre | Septembre | Septembre |
| Épreuve ↓ / Date → | Épreuve ↓ / Date → | Je 29 | Je 29 | Je 29 | Ve 30 | Ve 30 | Ve 30 | Sa 31 | Sa 31 | Sa 31 | Di 1er    | Di 1er    | Di 1er    | Lu 2      | Lu 2      | Lu 2      | Ma 3      | Ma 3      | Ma 3      | Me 4      | Me 4      | Me 4      | Je 5      | Je 5      | Je 5      |
| Épreuve ↓ / Date → | Épreuve ↓ / Date → | M     | A     | S     | M     | A     | S     | M     | A     | S     | M         | A         | S         | M         | A         | S         | M         | A         | S         | M         | A         | S         | M         | A         | S         |
| ------------------ | ------------------ | ----- | ----- | ----- | ----- | ----- | ----- | ----- | ----- | ----- | --------- | --------- | --------- | --------- | --------- | --------- | --------- | --------- | --------- | --------- | --------- | --------- | --------- | --------- | --------- |
| Hommes             | Individuel BC1     | P     |       |       |       |       | P     |       | P     |       | ¼         | ½         | PF        | F         |           |           |           |           |           |           |           |           |           |           |           |
| Hommes             | Individuel BC2     | P     |       |       |       | P     | P     | R     |       | ¼     | ½         | PF        | F         |           |           |           |           |           |           |           |           |           |           |           |           |
| Hommes             | Individuel BC3     |       | P     |       |       |       | P     |       | P     |       | ¼         | ½         | PF        |           |           | F         |           |           |           |           |           |           |           |           |           |
| Hommes             | Individuel BC4     |       | P     |       | P     |       |       | P     |       | ¼     | ½         | PF        |           |           | F         |           |           |           |           |           |           |           |           |           |           |
| Femmes             | Individuel BC1     |       |       | P     |       |       | P     | P     |       | ¼     | ½         | PF        |           | F         |           |           |           |           |           |           |           |           |           |           |           |
| Femmes             | Individuel BC2     |       |       | P     | P     |       | P     |       |       | ¼     | ½         | PF        | F         |           |           |           |           |           |           |           |           |           |           |           |           |
| Femmes             | Individuel BC3     |       |       | P     |       | P     |       |       | P     | ¼     |           | ½         | PF        |           |           | F         |           |           |           |           |           |           |           |           |           |
| Femmes             | Individuel BC4     | P     |       | P     |       | P     |       |       |       | ¼     |           | ½         | PF        |           | F         |           |           |           |           |           |           |           |           |           |           |
| Mixte              | Par équipe BC1-BC2 |       |       |       |       |       |       |       |       |       |           |           |           |           |           |           | P         | P         |           | ¼         | ½         |           | PF        | F         |           |
| Mixte              | Paires BC3         |       |       |       |       |       |       |       |       |       |           |           |           |           |           |           | P         | P         |           |           | ¼         | ½         |           | PF        | F         |
| Mixte              | Paires BC4         |       |       |       |       |       |       |       |       |       |           |           |           |           |           |           | P         |           | P         | ¼         |           | ½         | PF        |           | F         |

### Classification
Les athlètes, atteints de handicaps moteur sérieux, sont en fauteuil roulant. Il y a quatre catégories, :
| Catégorie | Observations |
| --------- | --- |
| BC1       | Joueur atteint de paralysie cérébrale (CP) et assimilés : handicap « sévère » au niveau des quatre membres. Le joueur est capable de lancer la balle et dispose d’un assistant sportif qui ajuste le fauteuil roulant ou fait passer une boule au joueur.                 |
| BC2       | Infirmité motrice cérébrale, de niveau moindre. Pas d'assistant sportif. |
| BC3       | Joueur atteint de tout type de pathologie : handicap plus « sévère » au niveau des quatre membres. Le joueur n'a pas la capacité motrice de lancer la balle, et peut la placer sur une rampe. Il peut être aidé physiquement par une personne qui a le dos tourné au jeu. |
| BC4       | Joueur atteint de tout type de pathologie, hors CP et assimilés CP (par exemple, dystrophie musculaire) : handicap « sévère » au niveau des quatre membres. Pas d’assistant sportif, sauf pour les pratiquants jouant au pied.                                            |

## Participants

### Critères de qualification
Un comité paralympique ne peut inscrire qu'un maximum de 2 athlètes pour chaque épreuve individuelle et chaque délégation ne peut pas dépasser 10 athlètes (sauf sur invitation). Pour les épreuves par équipe, une seule entrée est autorisée. 
Un tournoi de qualification mondial est organisé en 2024 pour attribuer les quotas, qui vient compléter les différents vainqueurs lors des championnats continentaux de 2023. Les quotas ne sont pas individuel mais attribué au comité.
| Qualification                       | Date                    | Lieu                    | Quota |
| ----------------------------------- | ----------------------- | ----------------------- | ----- |
| Pays hôte                           | Pays hôte               | Pays hôte               | 7     |
| Championnats d'Afrique 2023         | 2–10 juillet 2023       | Le Caire                | 7     |
| Championnat d'Europe 2023           | 6–14 août 2023          | Rotterdam               | 7     |
| Championnats d'Afrique 2023         | 2–10 juillet 2023       | Le Caire                | 7     |
| Jeux parapanaméricains de 2023 (en) | 15–19 novembre 2023     | Santiago                | 7     |
| Championnats d'Asie-Océanie 2023    | 1–9 décembre 2023       | Hong-Kong               | 7     |
| Tournoi de qualification mondial    | 22–28 mars 2024         | Coimbra                 | 21    |
| Classement mondial 2023             | Classement mondial 2023 | Classement mondial 2023 | 8     |
| Invitation bipartite                | Invitation bipartite    | Invitation bipartite    | 24    |
| Total                               |                         |                         | 124   |

### Nations participantes
| Afrique                             | Amériques                                                                                   | Asie                                                                                          | Europe | Océanie     |
| ----------------------------------- | ------------------------------------------------------------------------------------------- | --------------------------------------------------------------------------------------------- | --- | ----------- |
| - Afrique du Sud - Égypte - Tunisie | - Argentine - Bermudes - Brésil - Canada - Colombie - Salvador - Équateur - Mexique - Pérou | - Chine - Corée du Sud - Hong Kong - Inde - Israël - Japon - Malaisie - Singapour - Thaïlande | - Allemagne - Belgique - Espagne - France - Grande-Bretagne - Grèce - Hongrie - Pays-Bas - Pologne - Portugal - Slovénie - Tchéquie - Ukraine | - Australie |
| 3 pays                              | 9 pays                                                                                      | 9 pays                                                                                        | 13 pays | 1 pays      |

## Médaillés

### Hommes
| Épreuves       | Or                      | Argent                            | Bronze                        |
| Individuel BC1 | John Loung (HKG)        | Jung Sung-joon (KOR)              | Muhamad Syafa (INA)           |
| Individuel BC2 | Worawut Saengampa (THA) | M. Bintang Satria Herlangga (INA) | Watcharaphon Vongsa (THA)     |
| Individuel BC3 | Jeong Ho-won (KOR)      | Daniel Michel (AUS)               | Grigorios Polychronidis (GRE) |
| Individuel BC4 | Stephen McGuire (GBR)   | Edilson Chica (COL)               | Artem Kolinko (UKR)           |

### Femmes
| Épreuves       | Or                       | Argent                | Bronze              |
| Individuel BC1 | Aurélie Aubert (FRA)     | Jeralyn Tan (SIN)     | Hiromi Endo (JPN)   |
| Individuel BC2 | Cristina Gonçalves (POR) | Jeong So-yeong (KOR)  | Gischa Zayana (INA) |
| Individuel BC3 | Ho Yuen Kei (HKG)        | Jamieson Leeson (AUS) | Kang Sun-hee (KOR)  |
| Individuel BC4 | Lin Ximei (CHN)          | Cheung Yuen (HKG)     | Leidy Chica (COL)   |

### Mixte
| Épreuves           | Or                                           | Argent                                                              | Bronze                                                   |
| Par équipe BC1-BC2 | Chine- Zhang Qi - Yan Zhiqiang - Lan Zhijian | Indonésie- Gischa Zayana - Felix Ardi Yudha - Muhamad Afrizal Syafa | Japon- Hiromi Endo - Takayuki Hirose - Hidetaka Sugimura |
| Paires BC3         | Hong Kong- Ho Yuen Kei - Tse Tak Wah         | Corée du Sud- Jeong Ho-won - Kang Sun-hee                           | Argentine- Stefanía Ferrando - Rodrigo Romero            |
| Paires BC4         | Colombie- Edilson Chica - Leidy Chica        | Hong Kong- Leung Yuk Wing - Cheung Yuen                             | Thaïlande- Pornchok Larpyen - Nuanchan Phonsila          |

## Tableau des médailles
- Pays organisateur (France)

| Rang  | Nation          | Or | Argent | Bronze | Total |
| ----- | --------------- | -- | ------ | ------ | ----- |
| 1     | Hong Kong       | 2  | 1      | 0      | 3     |
| 2     | Corée du Sud    | 1  | 2      | 1      | 4     |
| 3     | Thaïlande       | 1  | 0      | 1      | 2     |
| 4     | Chine           | 1  | 0      | 0      | 1     |
| 4     | France          | 1  | 0      | 0      | 1     |
| 4     | Grande-Bretagne | 1  | 0      | 0      | 1     |
| 4     | Portugal        | 1  | 0      | 0      | 1     |
| 8     | Australie       | 0  | 2      | 0      | 2     |
| 9     | Indonésie       | 0  | 1      | 2      | 3     |
| 10    | Colombie        | 0  | 1      | 1      | 2     |
| 11    | Singapour       | 0  | 1      | 0      | 1     |
| 12    | Grèce           | 0  | 0      | 1      | 1     |
| 12    | Japon           | 0  | 0      | 1      | 1     |
| 12    | Ukraine         | 0  | 0      | 1      | 1     |
| Total | Total           | 8  | 8      | 8      | 24    |